# Tujia

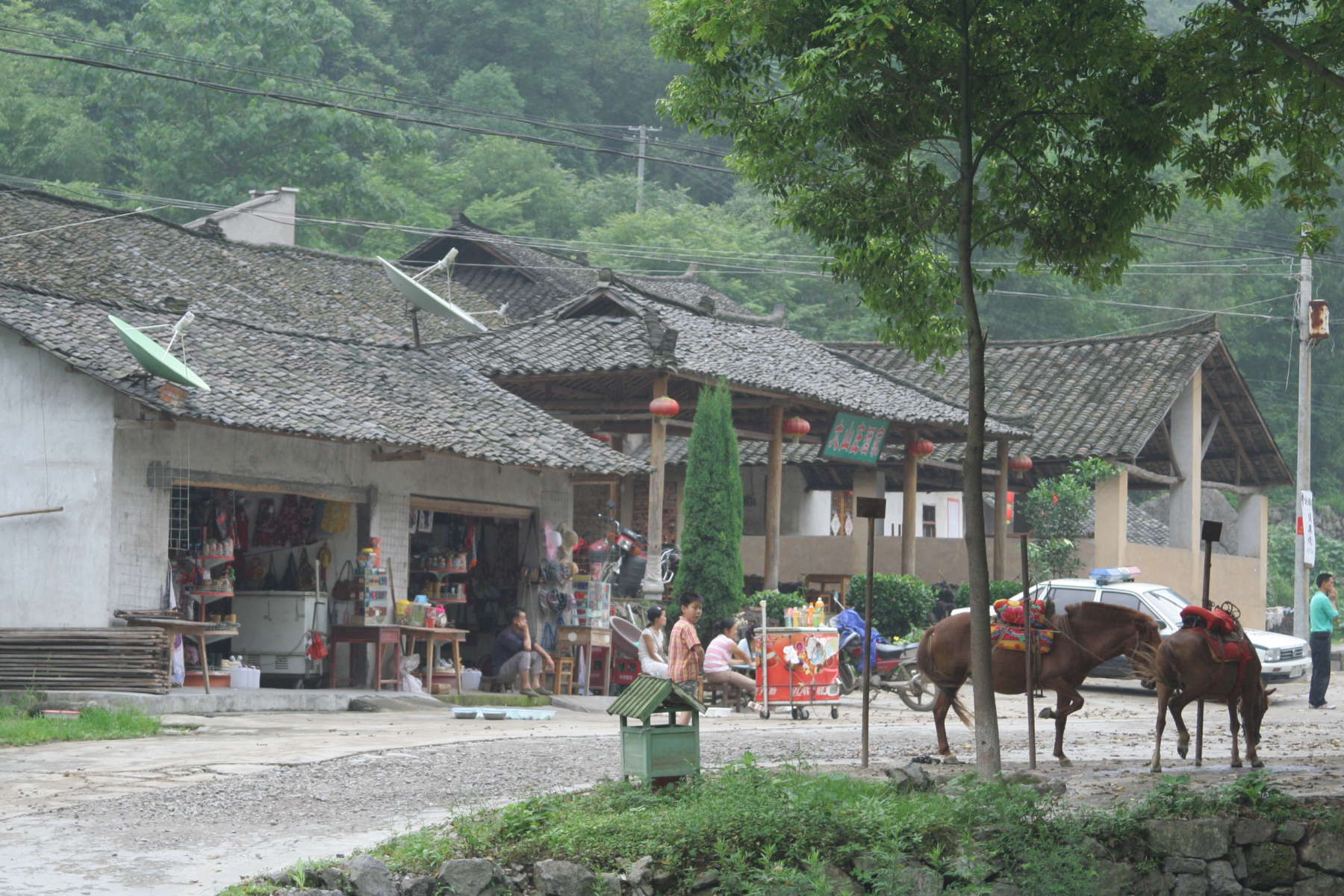
Tujiaby i Yichang i provinsen Hubei.

Tujia (kinesiska: 土家族, pinyin: Tǔjiāzú; endonym: Bizika 毕兹卡) är en av de 56 offentligt erkända etniska grupperna i Folkrepubliken Kina. Enligt folkräkningen 2000 fanns det 5,75 miljoner tujia i Kina, flertalet i Wulingbergen, i provinserna Hunan och Hubei och i närliggande områden.
Deras kultur har varit under hårt tryck under hela 1900-talet och de har i stor utsträckning anpassat sig till den dominerande hankinesiska kulturen. Det är möjligt att inte fler än 20 000 eller 30 000 personer ur tujia-folket använder gruppens ursprungliga språk; de övriga talar kinesiska eller miaospråket.